# Bergener Schule (Malerei)
Die Bergener Schule war eine Bewegung in der niederländischen Malerei zwischen 1915 und 1925, die sich durch einen expressionistischen Stil mit kubistischen Einflüssen und dunklen Farbtönen auszeichnet. Die Künstler lebten und arbeiteten in oder in der Nähe des nordholländischen Künstlerdorfs Bergen.

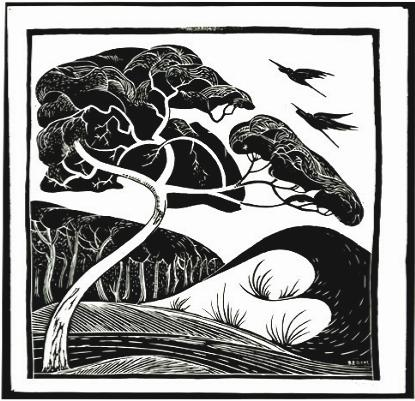
Duinlandschap. Holzschnitt 1922–1923 von Bernard Essers

## Entstehung

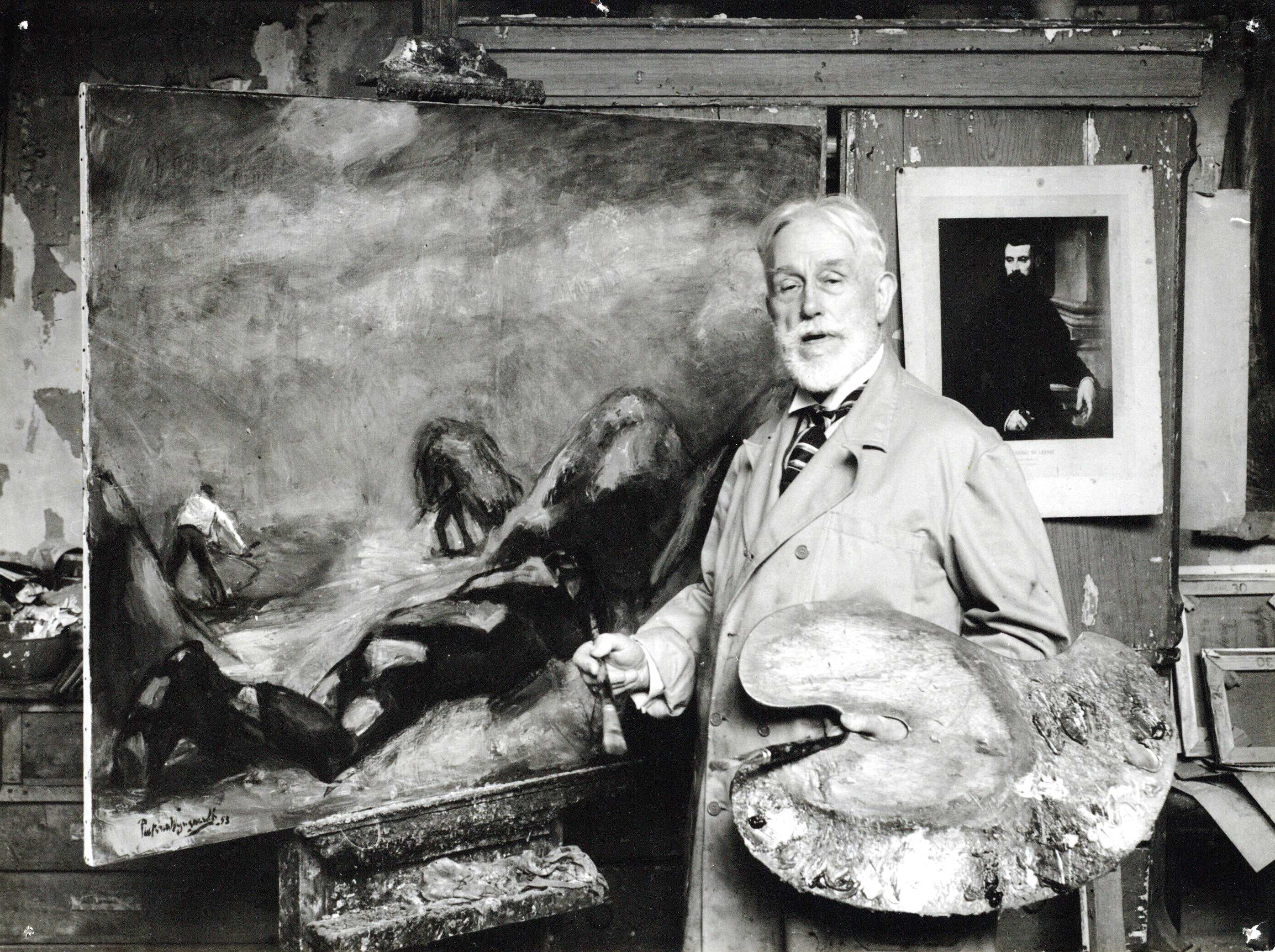
Piet van Wijngaerdt, einer der Begründer der Bergener Schule

Viele niederländische Künstler haben in Bergen (Nordholland) gelebt und gearbeitet; die Stadt ist als Künstlerkolonie bekannt. Die Bergener Schule der niederländischen Malerei entstand hier zwischen 1915 und 1925. Die meisten Maler der Gruppe wohnten nahe beieinander am Buerweg, im Weiler Westdorp, zwischen Bergen und Bergen aan Zee.
Der französische Maler Henri Le Fauconnier und der niederländische Maler Piet van Wijngaerdt waren die Begründer dieser Bewegung. Sie wurden von vielen jungen Malern nachgeahmt, die sich gegen den Impressionismus auflehnten, ebenso wie gegen den Fauvismus in Frankreich und den Expressionismus in Deutschland. Die Maltheorien der Gruppe wurden weitgehend von Le Fauconnier in der Zeitschrift Het Signaal niedergeschrieben.
Der Kunsthistoriker Friedrich Markus Huebner war der erste, der über sie schrieb.

## Merkmale
Die Werke dieser Schule zeichnen sich durch eine figurative Malerei mit Einflüssen des Kubismus und einer expressionistischen Note in dunklen Tönen aus.
Die Maler bevorzugten das Stillleben und die menschliche Figur. Die Bewegung wurde zu einem ersten originären Ausdruck dessen, was später als niederländischer Expressionismus bezeichnet werden sollte.

## Vertreter

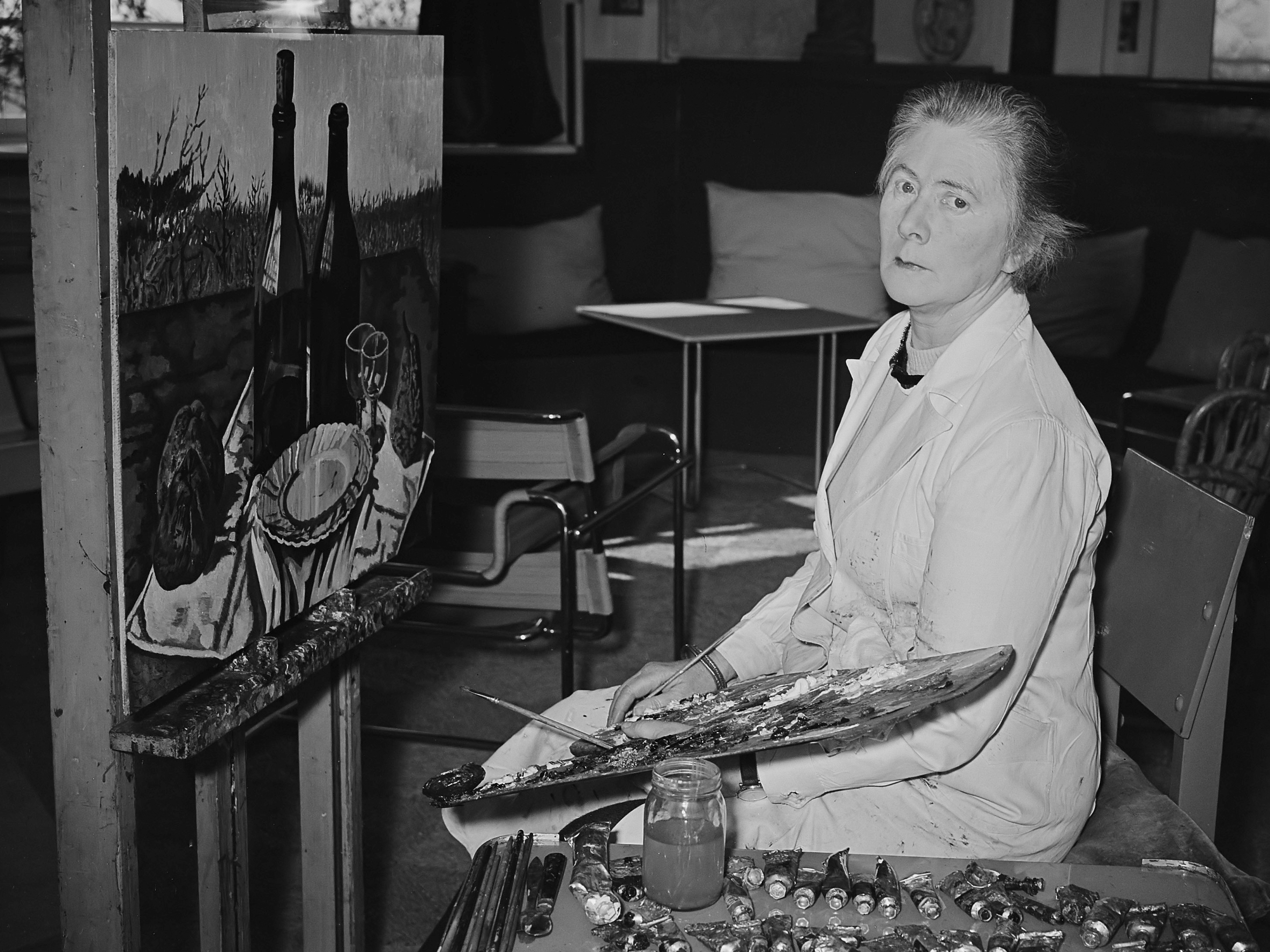
Charley Toorop

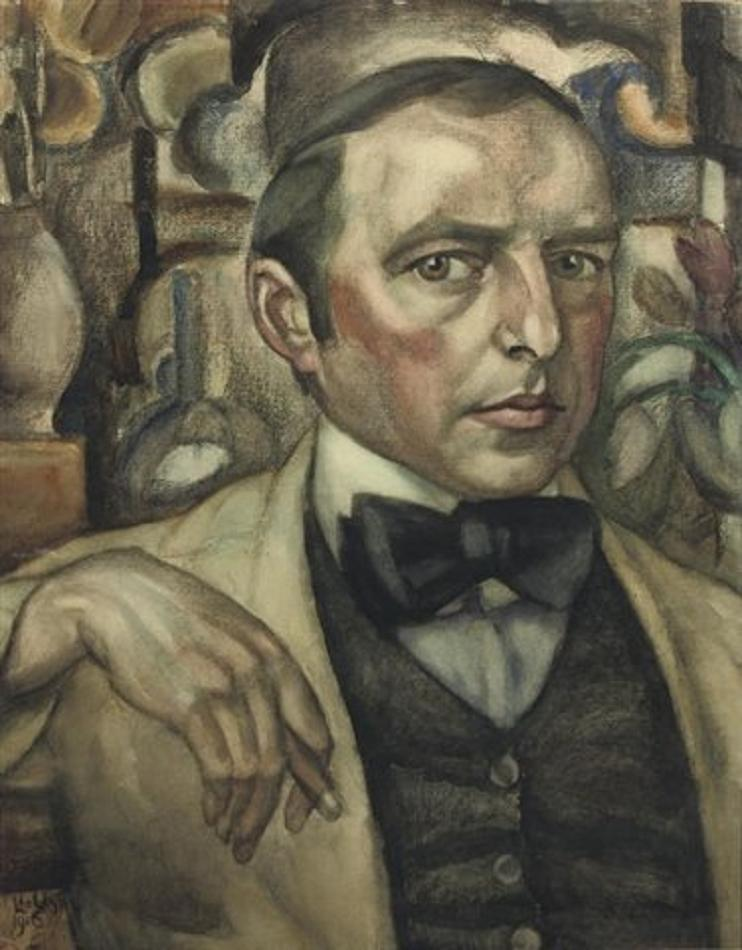
Selbstporträt Leo Gestel

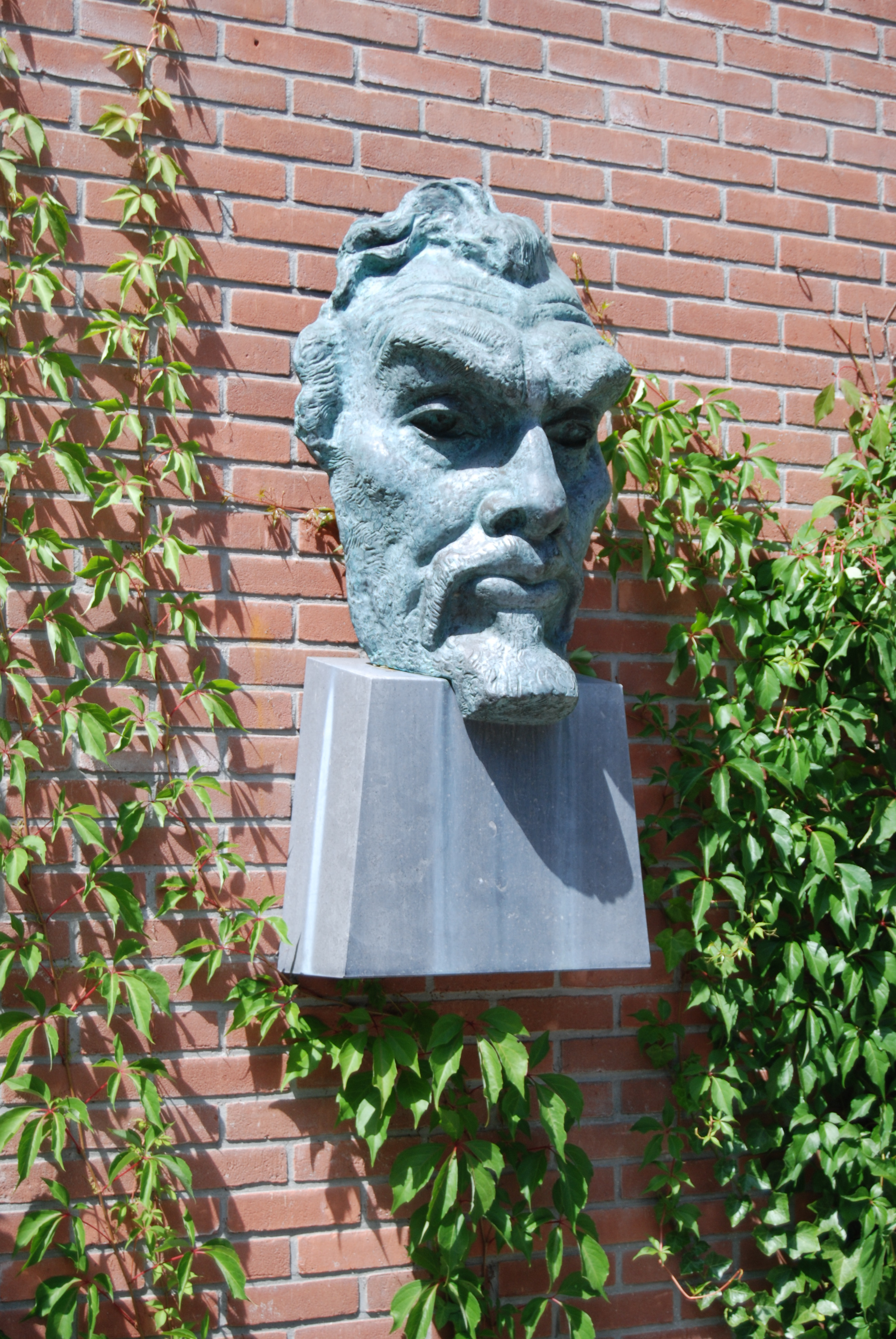
Porträt Jan Toorop von John Rädecker

Zu den ansprechendsten und folgenreichsten Künstlern, die zu dieser Gruppe der Bergener Avantgardisten zählten, gehörten Charley Toorop, Leo Gestel und John Rädecker. Vor allem der Amsterdamer Kunstsammler Piet Boendermaker und Kees Baard sorgten für den Ruhm der Bergener Schule. Zur Bergener Schule gehören auch:
- Else Berg
- Gerrit van Blaaderen
- Kees Boendermaker
- Arnout Colnot
- Edgar Fernhout
- Dirk Filarski
- Johannes Graadt van Roggen
- Adriaan Lubbers
- Jaap Weyand
- Jan van Herwijnen
- Frans Huysmans
- Fokke Kamstra
- Jac. J. Koeman
- Germ de Jong
- Harry Kuyten
- Kees Maks
- Kasper Niehaus
- Jan Ponstijn
- Marie van Regteren Altena
- Jan Hendrik Roggeveen[3]
- Frieda Rutgers van der Loeff
- Jaap Sax
- Mommie Schwarz
- Jan Sluijters
- Wim Schuhmacher
- Dirk Vis
- Tjipke Visser
- Matthieu Wiegman
- Piet Wiegman
- Piet Worm

Im weiteren Sinne gehören auch Jelle Troelstra, Henri ten Holt, Bernard Essers, Hendrik Chabot und Thé Lau dazu.
Maler wie Karel Colnot, Jaap Min und Henk van den Idsert gehören einer späteren Generation an, begannen aber ihre Malerei im Sinne der Bergener Schule. Später schlugen sie einen anderen Weg ein.
Das Museum Kranenburgh in Bergen und das Stedelijk Museum Alkmaar haben eine beträchtliche Anzahl von Werken von Vertretern der Bergener Schule in ihrer ständigen Sammlung.

## Verwandte Strömungen
Henri Le Fauconnier war bereits 1912 Mitglied des Amsterdamer Kreises für moderne Kunst, zusammen mit Fernand Léger und Piet Mondrian. In Groningen wurde 1917–1918 De Ploeg  gegründet, einige Jahre nach dem Aufkommen der Bergener Schule. Die zentrale Figur in dieser Schule war Jan Wiegers. Auch hier wurde expressionistisch gearbeitet, aber die Farbpalette war viel üppiger. De Ploeg wurde in seiner Malerei durch den deutschen Expressionismus von Ernst Ludwig Kirchner und in der Gesellschaft durch den aufkommenden Sozialismus beeinflusst.

## Ausstellung
Das Singer Laren zeigte vom 19. September bis 29. November 2015 eine Ausstellung über die Bergener Schule mit dem Titel Bergen School. Die ersten niederländischen Expressionisten. Dies war auch der Titel des Begleitbuchs.